# Verdienstmedaille für das Personal der Eisenbahngesellschaft
Die Verdienstmedaille für das Personal der Eisenbahngesellschaft wurden zunächst ohne Medaille nur als Bandorden am 17. Januar 1918 durch König Viktor Emanuel III. von Italien gestiftet. Die Verleihung erfolgte an das Personal der italienischen Eisenbahngesellschaft, um die Leistungen im Transportwesen während des Ersten Weltkrieges zu würdigen. 1923 wurde zu dem Band eine Medaille hinzugestiftet, die gleich mit der Erinnerungsmedaille an den italienisch-österreichischen Krieg ist. Das Band zeigt zwei senkrechte weiße Mittelstreifen auf roter Grundfarbe.